# 飾磨駅 (国鉄)
飾磨駅（しかまえき）は、かつて兵庫県姫路市飾磨区細江にあった日本国有鉄道（国鉄）播但線の駅である。

## 歴史
- 1897年（明治30年）11月21日：播但鉄道の天神駅（てんじんえき）として開業[1]。一般駅[1]。
- 1903年（明治36年）6月1日：山陽鉄道に譲渡[1]。
- 1906年（明治39年）12月1日：山陽鉄道が国有化[1]。
- 1909年（明治42年）10月12日：線路名称制定により、播但線の駅となる。
- 1915年（大正4年）9月21日：飾磨駅に改称[1]。
- 1941年（昭和16年）7月1日：日本製鐵広畑製鐵所専用鉄道（2.6 km）が運輸開始[2]。
- 1982年（昭和57年）11月15日：専用鉄道発着を除く車扱貨物の取扱いを廃止[1]。貨物ホームは使用されなくなる。
- 1984年（昭和59年）2月1日：チッキの取扱いを廃止[1]。
- 1986年（昭和61年）11月1日：廃止[1]。同時に新日本製鐵線も廃止。

## 駅構造
島式ホーム1面2線を有していた地上駅で、構内には多くの側線を有していた。駅舎はホームの東側、線路を渡った先にあり、その北側には1面1線の有蓋車用の貨物ホームが設置されていた。廃止されるまで駅員配置駅であったが、晩年の旅客列車は1日2往復のみであった。
播但線は南北に走っており、当駅からは、南西方向に向かい新日本製鐵広畑製鐵所へ至る専用鉄道が分岐していた。専用鉄道は、鉄鋼製品や石灰石輸送で使用されていた。

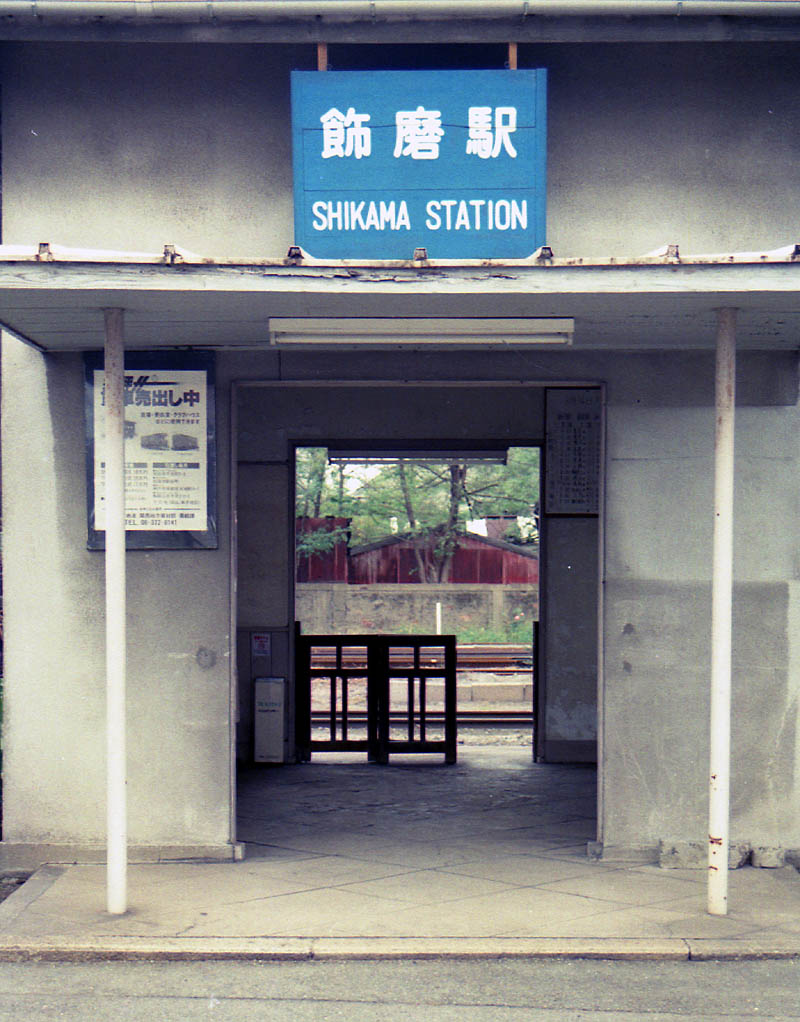
駅入口（1986年）
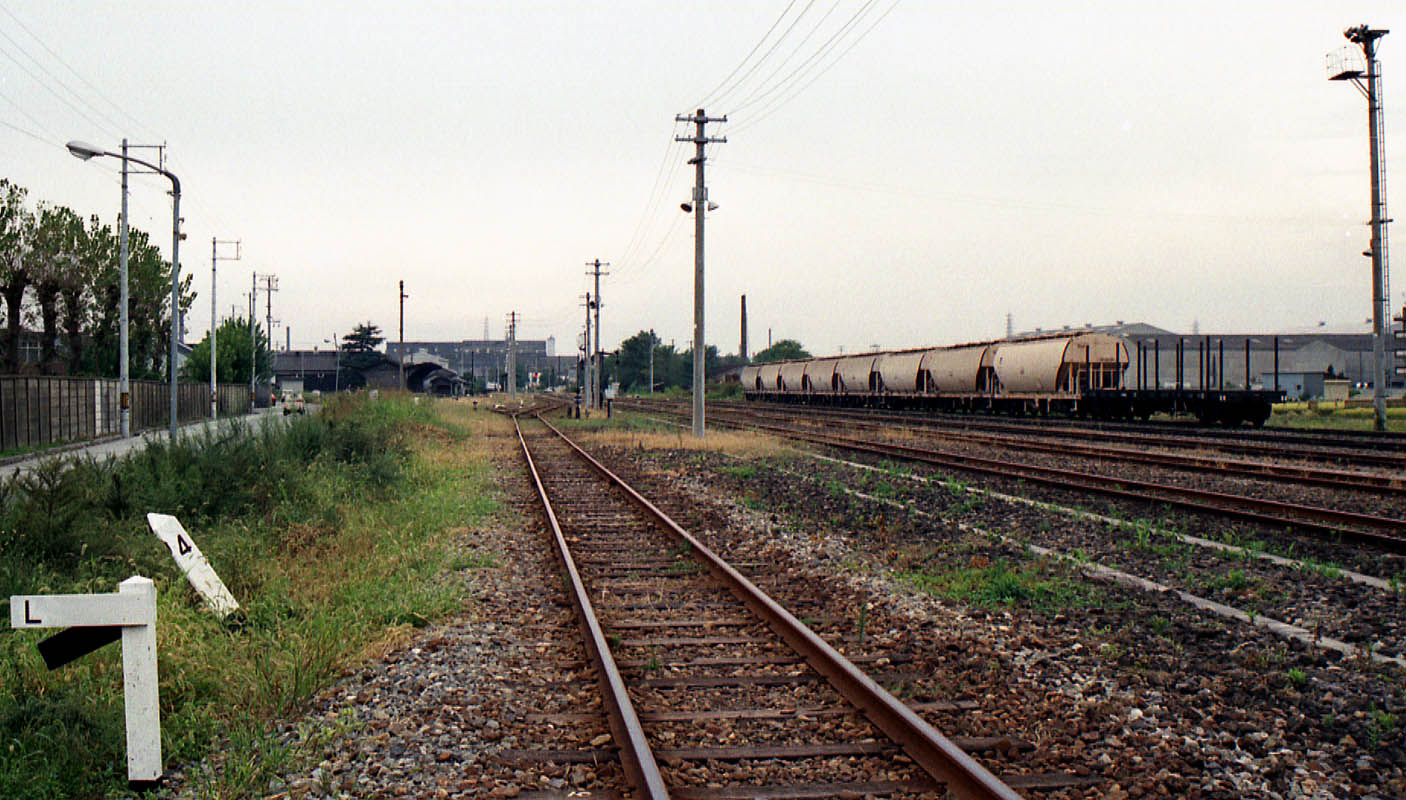
構内（1986年）
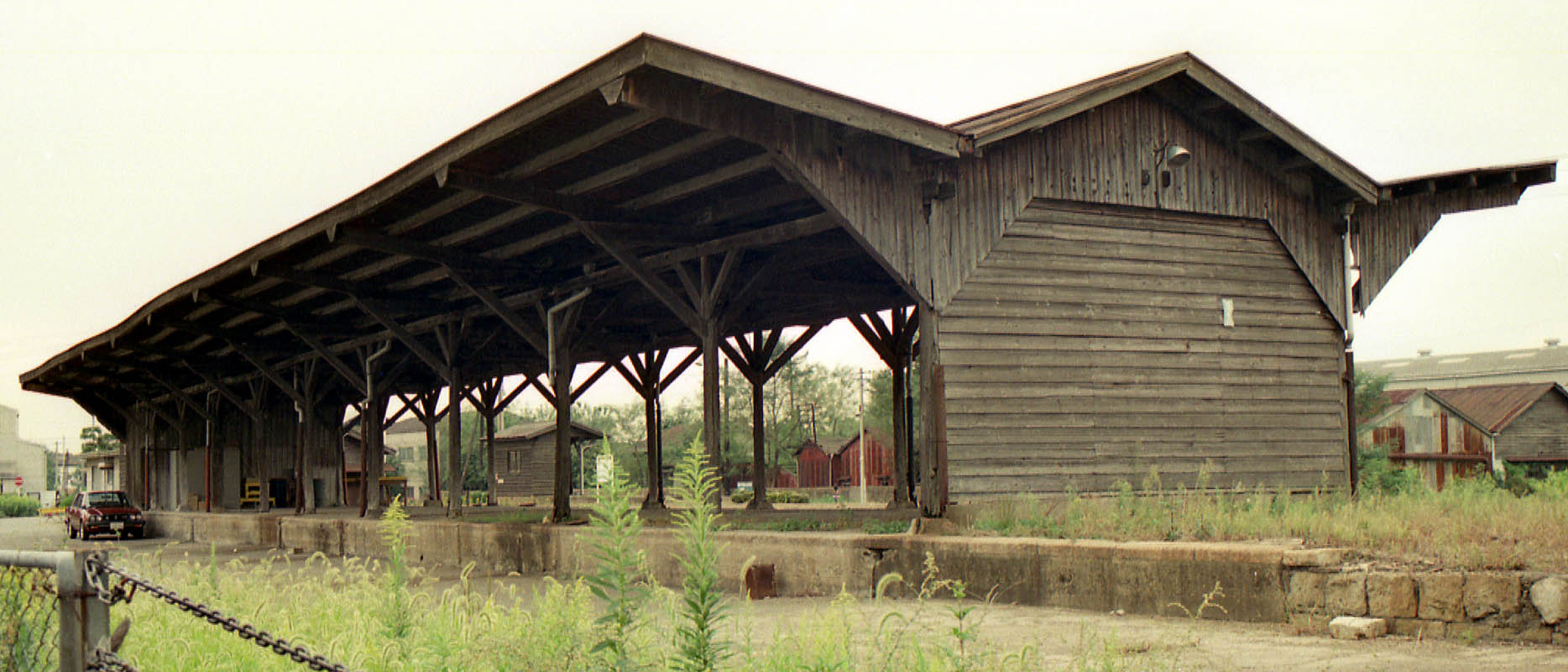
貨物ホーム（1986年）
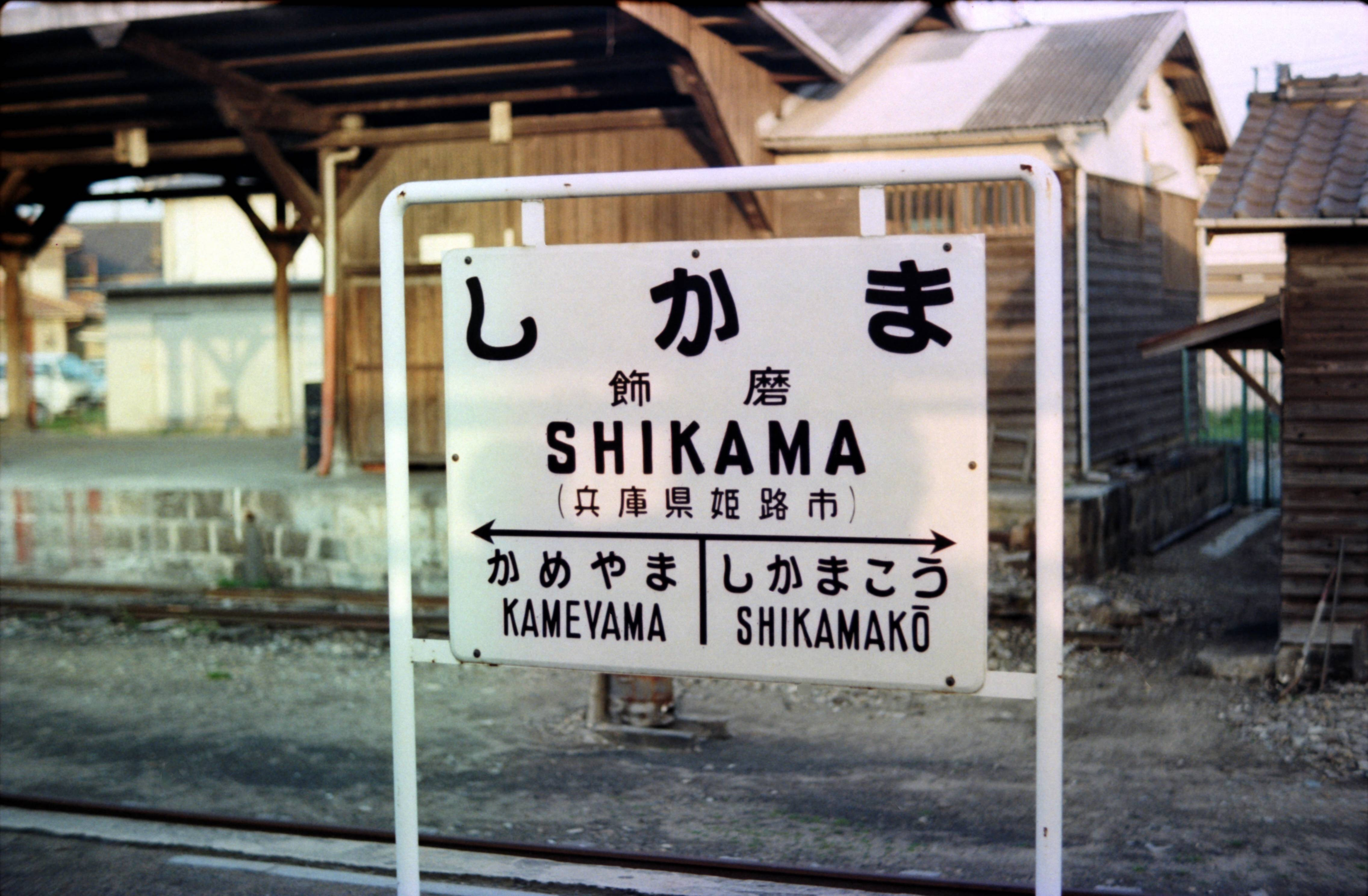
駅名標（1981年頃）

## 駅周辺
- JA兵庫西飾磨ライスセンター
- 国道250号
- 敷島紡績飾磨工場（現・イオンモール姫路リバーシティー）

山陽電気鉄道の電鉄飾磨駅（現・飾磨駅）からは1キロメートル以上の距離があった。

## 隣の駅
日本国有鉄道
播但線
飾磨港駅 - 飾磨駅 - 亀山駅